# Ippatsu Kanta-kun
Ippatsu Kanta-kun (яп. 一発貫太くん Иппацу Канта-кун, Меткий Канта) — японский мультсериал, созданный студией Tatsunoko Production в 1977 году. Транслировался на территории Италии и Польши. Позже сериал был выпущен на DVD 2010 году. Над одной из серий работал тогда молодой режиссёр Мамору Осии, позже известный работой над аниме-сериалами Призрак в доспехах и Urusei Yatsura.

## Сюжет
Канта живёт в центре города вместе со своей семьей. Он хочет играть в бейсбол и полон энтузиазма, однако мать не разрешает детям разговаривать о бейсболе, так как её муж внезапно погиб во время игры в бейсбол из-за несчастного случая. Несмотря на это Канта продолжает играть тайно в бейсбол по утрам. Однажды друг Канты просит в качестве замены принять участие в игре в команде. Канта отлично справился с игрой, но его увидела мать и была разочарована в сыне, и наказала ему больше никогда не играть в бейсбол, однако Канта не сдаётся и продолжает свои утренние тренировки. Мама, поражённая силой воли и стремлением сына, прощает его и даже предлагает создать собственную команду по бейсболу.

## Роли озвучивали
- Тикако Акимото — Итиро
- Канэто Сиодзава — Дзиро
- Кацудзи Мори — Фудзита
- Кадзуэ Комия — Сиро Тобасэ
- Кэйко Ёкодзава — Ицуко, Моцуко
- Миёко Асо — Кумико Табасэ
- Кёити Хасимото — Хисаси
- Рэйко Судзуки — Ёкити
- Тору Фуруя — Акира
- Тору Охира — Дзюхэйэй Якью

## Интернациональные названия
- 一発貫太くん (Японский)
- Baseballista (Польский)
- Fichissimo del baseball, Il (Итальянский)
- Homerun Kanta (Английский)